# Coenosmilia arbuscula
Coenosmilia arbuscula is een rifkoralensoort uit de familie van de Caryophylliidae. De wetenschappelijke naam van de soort is voor het eerst geldig gepubliceerd in 1874 door Pourtalès.